# 63 f.Kr.
| 63 f.Kr.           |
| ------------------ |
| Dødsfald - Fødsler |
|                    |

## Begivenheder
- Cicero afværger den catilinariske sammensværgelse

## Født
- 23. september – Gaius Octavius, roms første kejser under navnet Augustus. Død 14.

## Sport
| År | Spire Denne artikel om et år, årti, århundrede eller årtusinde er en spire som bør udbygges. Du er velkommen til at hjælpe Wikipedia ved at udvide den. |